# Padre Carvalho
Padre Carvalho – miasto i gmina w Brazylii, w stanie Minas Gerais.